# Schijfwiel
Een schijfwiel is een wiel zonder spaken. Het zijn de oudste vorm van wielen.
Bij fietsen wordt het toegepast om de luchtweerstand te verminderen. Bij een motorfiets wordt het soms als achterwiel toegepast. Het verhoogt de zijwindgevoeligheid van de motor en dient dan ook alleen cosmetische doeleinden.
In het verleden werden schijfwielen ook bij auto's en vliegtuigen toegepast. De motorfietsen van luchtvaartpionier Blériot hadden dan ook schijfwielen.

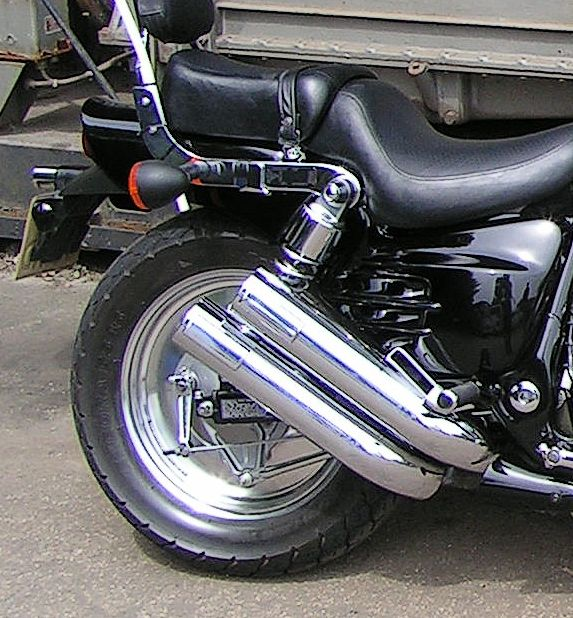
Schijfwiel in een Honda V 45 Magna